# Luis Villazú
Luis Villazú – piłkarz urugwajski, napastnik.
Jako piłkarz klubu Lito Montevideo wziął udział w turnieju Copa América 1921, gdzie Urugwaj zajął trzecie miejsce. Villazú zagrał tylko w jednym meczu - z Paragwajem.